# Federico Mociulsky
Federico Mociulsky (Buenos Aires, Argentina; 15 de julio de 1989) es un exfutbolista y entrenador argentino. Es segundo entrenador en el Central Córdoba.

## Trayectoria
Jugó como centrocampista y comenzó su carrera en Atlanta y luego pasó al Deportivo Roca. Tras eso, pasó su carrera en clubes amateur del país.
Tras su retiro comenzó su carrera como entrenador de campo, bajo la dirección de Pablo Garabello y luego de Leonardo Madelón.

## Clubes

### Como jugador
| Club                 | País      | Año       |
| -------------------- | --------- | --------- |
| Atlanta              | Argentina | 2007-2011 |
| Deportivo Roca       | Argentina | 2012      |
| Argentino (Merlo)    | Argentina | 2012-2013 |
| Textil Mandiyú       | Argentina | 2013-2014 |
| Atlético Regina      | Argentina | 2013-2014 |
| Deportivo Madryn     | Argentina | 2014-2015 |
| Argentino (Merlo)    | Argentina | 2016      |
| San Martín (Burzaco) | Argentina | 2016-2017 |